# تجمع بدو حبشة (حديبو)

تعديل مصدري - تعديل

تجمع بدو حبشة إحدى قرى مديرية حديبو التابعة لمحافظة سقطرى، بلغ تعداد سكانها 20 نسمة حسب تعداد اليمن لعام 2004.